# Tokyo Express
Tokyo Express (z ang. tokijski ekspres) – określenie nadane przez aliantów okrętom Japońskiej Cesarskiej Marynarki Wojennej, które w okresie walk na Pacyfiku w czasie II wojny światowej pod osłoną nocy dostarczały żołnierzy, zaopatrzenie i wyposażenie dla sił operujących na wyspach archipelagu Wysp Salomona i Nowej Gwinei w latach 1942–1943, zwłaszcza podczas walk o Guadalcanal.
Japończycy pod wodzą admirała Raizō Tanaki wykorzystywali do tego celu szybkie jednostki nawodne, przede wszystkim niszczyciele, które mogły w ciągu jednej nocy dostarczyć ładunek i powrócić do bazy, dzięki czemu lotnictwo alianckie nie mogło przechwycić okrętów w ciągu dnia, jak miałoby to miejsce w przypadku powolnych transportowców. Podczas tych operacji doszło do kilku bitew z okrętami amerykańskimi, m.in. bitwy pod Tassafarongą.
Obok niszczycieli funkcjonował także kanał przerzutowy na bazie okrętów podwodnych. Jednak ich ograniczona ładowność nie pozwalała na wystarczające zaopatrywanie oddziałów lądowych.
W operacjach na Guadalcanal mimo szybkości transportu opartego na niszczycielach Japończycy musieli wykorzystywać dodatkowe środki, aby nie wiązać okrętów na czas rozładunku. Zaopatrzenie pakowano w powiązane ze sobą beczki, które zrzucane do morza przy brzegu przez niszczyciele miały w założeniu dotrzeć na plażę dzięki falom lub być wyłowione przez łodzie. Samoloty amerykańskie starały się topić wykryte beczki w morzu ostrzeliwując je z broni pokładowej.
25 listopada 1943 miała miejsce ostatnia operacja ekspresu. Zespół składający się z pięciu niszczycieli – w tym trzy załadowane żołnierzami piechoty – miał dostarczyć zaopatrzenie i uzupełnienia do Rabaulu, lecz amerykańskie niszczyciele przechwyciły go i zatopiły trzy okręty Marynarki Cesarskiej podczas bitwy koło Przylądka Świętego Jerzego (ang. Cape St George).